# Cechenena lineosa
Cechenena lineosa är en fjärilsart som beskrevs av Walker 1856. Cechenena lineosa ingår i släktet Cechenena och familjen svärmare. Inga underarter finns listade i Catalogue of Life.

## Bildgalleri

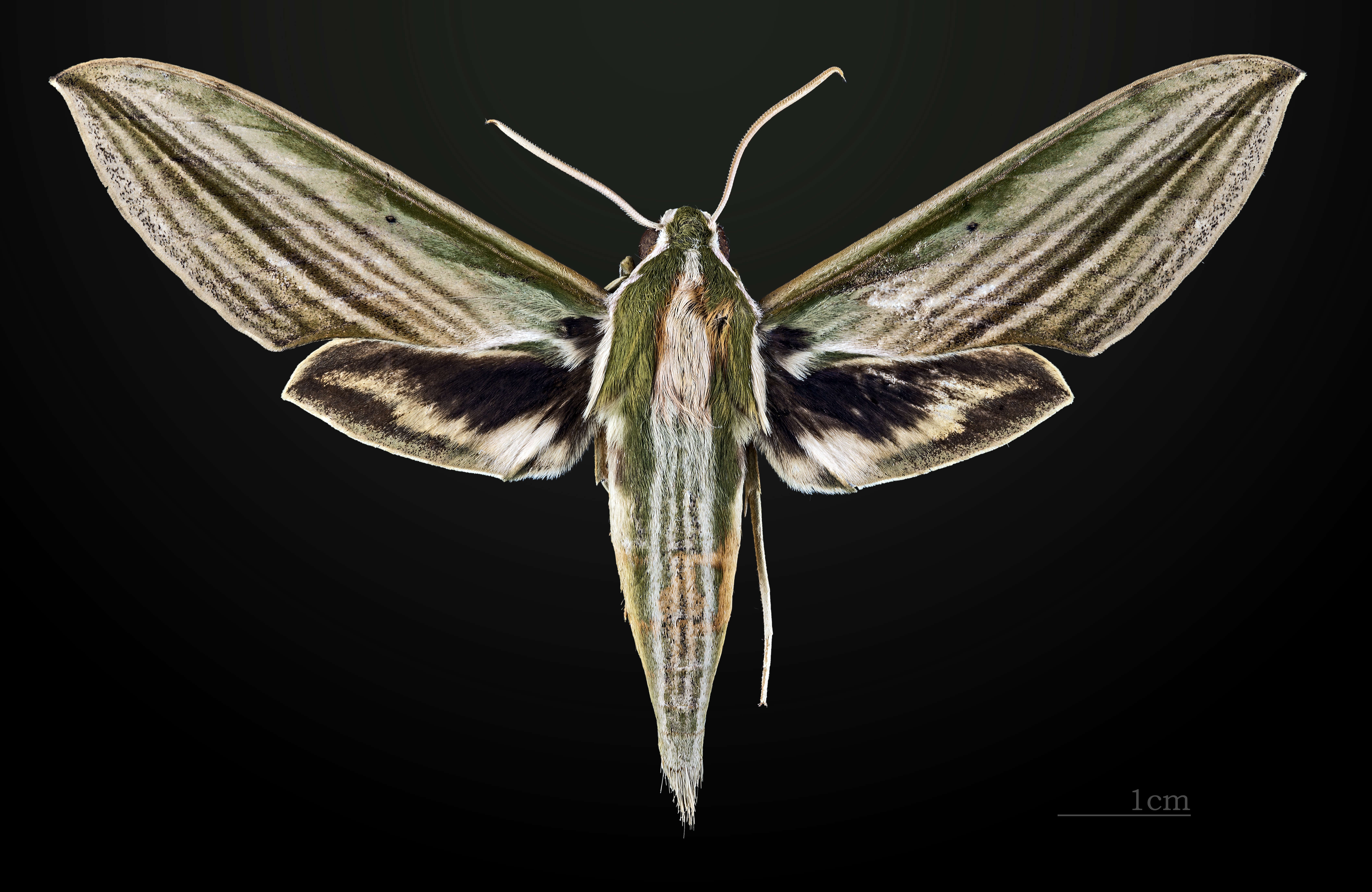
Cechenena lineosa ♂
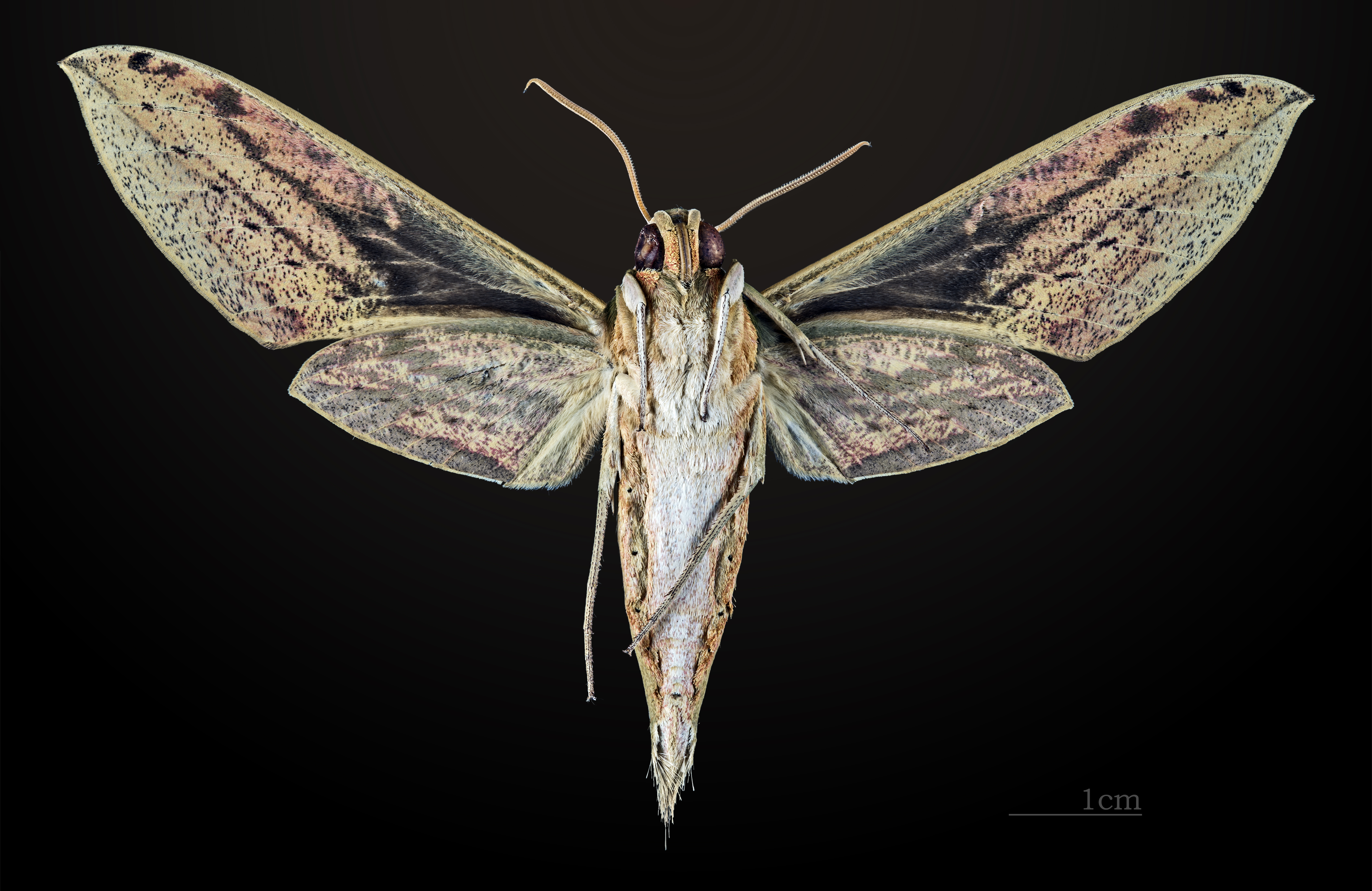
Cechenena lineosa ♂ △
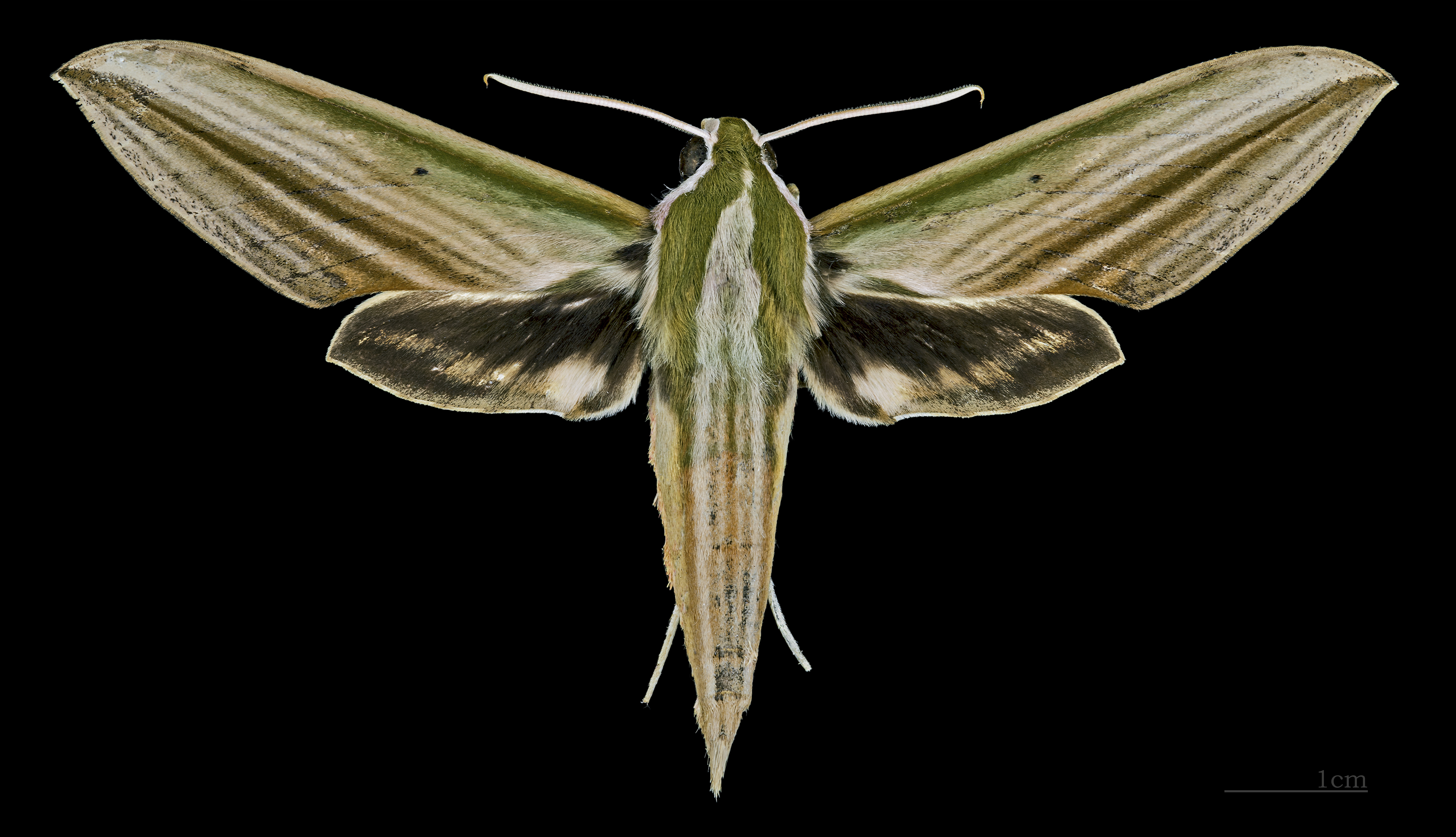
Cechenena lineosa ♀
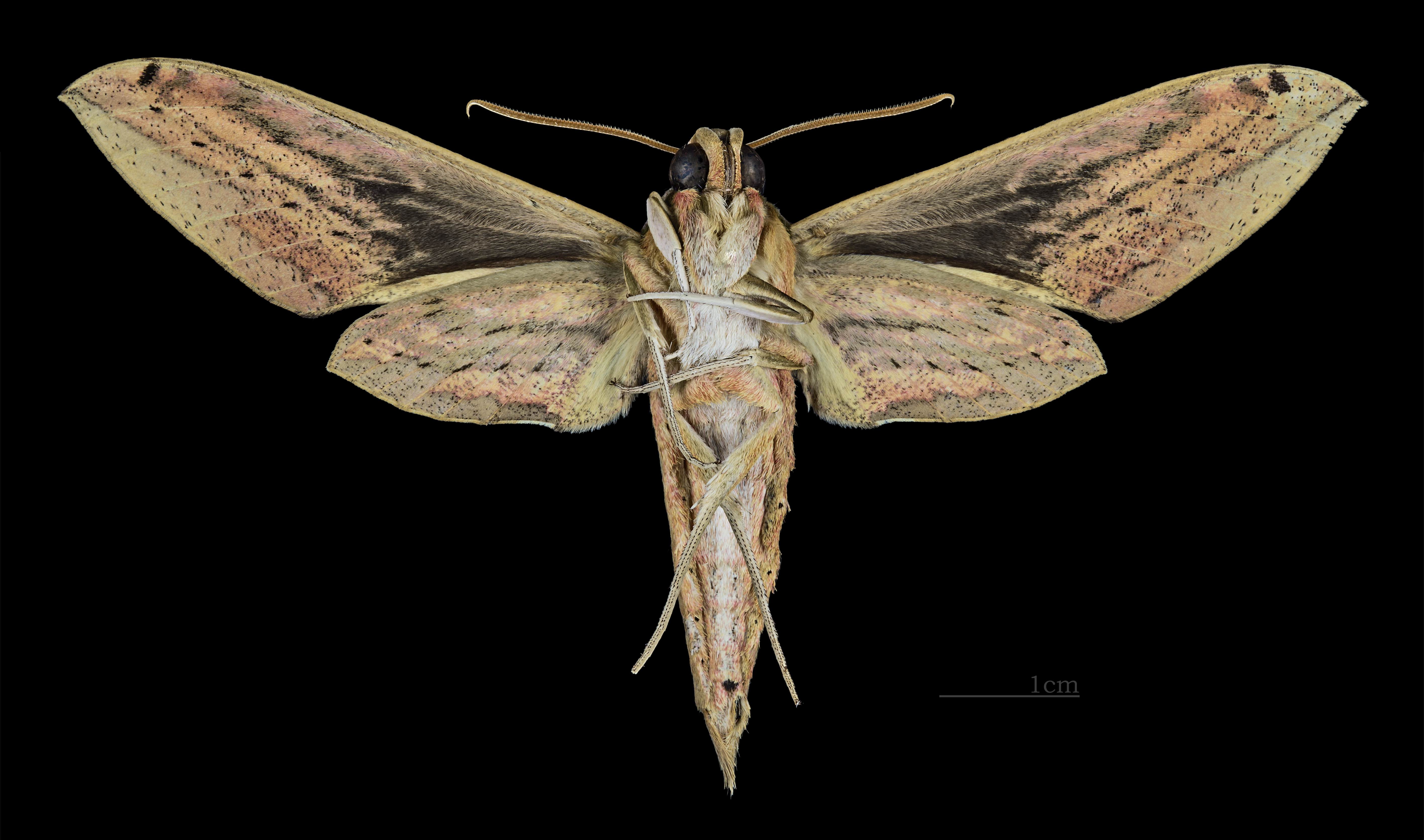
Cechenena lineosa ♀ △